# Liste du patrimoine culturel immatériel de l'humanité en Indonésie
Cet article recense les pratiques inscrites au patrimoine culturel immatériel en Indonésie.

## Statistiques
L'Indonésie ratifie la convention pour la sauvegarde du patrimoine culturel immatériel le 15 octobre 2007. La première pratique protégée est inscrite en 2008.
En 2024, l'Indonésie compte 16 éléments inscrits au patrimoine culturel immatériel, 12 sur la liste représentative, 3 sur la liste du patrimoine immatériel nécessitant une sauvegarde urgente et 1 sur le registre des meilleures pratiques de sauvegarde.

## Listes

### Liste représentative
Les éléments suivants sont inscrits sur la liste représentative du patrimoine culturel immatériel de l'humanité :
| Élément | Type | Subdivision     | Année | Lien  | Notes                                                          | Illus. |
| --- | --- | --------------- | ----- | ----- | -------------------------------------------------------------- | ------ |
| Le Kris indonésien | savoir-faire liés à l'artisanat traditionnel |                 | 2008  | 00112 |                                                                |        |
| Le théâtre de marionnettes wayang | arts du spectacle |                 | 2008  | 00063 |                                                                |        |
| Le Batik indonésien | savoir-faire liés à l'artisanat traditionnel |                 | 2009  | 00170 |                                                                |        |
| L'Angklung indonésien | arts du spectacle savoir-faire liés à l'artisanat traditionnel |                 | 2010  | 00393 |                                                                |        |
| Trois genres de danse traditionnelle à Bali                                                                                          | arts du spectacle | Bali            | 2015  | 00617 |                                                                |        |
| Le pinisi, art de la construction navale en Sulawesi du sud                                                                          | savoir-faire liés à l'artisanat traditionnel | Sulawesi du Sud | 2017  | 01197 |                                                                |        |
| La tradition du pencak silat | connaissances et pratiques concernant la nature et l'univers | Java, Sumatra   | 2019  | 01391 |                                                                |        |
| Le pantun | traditions et expressions orales |                 | 2020  | 01613 | Partagé avec la Malaisie                                       |        |
| Le gamelan | arts du spectacle connaissances et pratiques concernant la nature et l’univers pratiques sociales, rituels et événements festifs savoir-faire liés à l’artisanat traditionnel traditions et expressions orales |                 | 2021  | 01607 |                                                                |        |
| La culture du bien-être lié au jamu (en)                                                                                             | pratiques sociales, rituels et événements festifs connaissances et pratiques concernant la nature et l'univers savoir-faire liés à l'artisanat traditionnel                                                    |                 | 2023  | 01972 |                                                                |        |
| La kebaya : connaissances, savoir-faire, traditions et pratiques                                                                     | savoir-faire liés à l'artisanat traditionnel |                 | 2024  | 02090 | Partagé avec le Brunei, la Malaisie, Singapour et la Thaïlande |        |
| Les pratiques et expressions culturelles liées au balafon et au kolintang au Mali, au Burkina Faso, en Côte d'Ivoire et en Indonésie | traditions et expressions orales arts du spectacle pratiques sociales, rituels et événements festifs connaissances et pratiques concernant la nature et l'univers savoir-faire liés à l'artisanat traditionnel |                 | 2024  | 02131 | Partagé avec le Burkina Faso, la Côte d'Ivoire et le Mali      |        |

### Patrimoine immatériel nécessitant une sauvegarde urgente
L'Indonésie compte deux éléments listés sur la liste du patrimoine immatériel nécessitant une sauvegarde urgente :
| Élément                                                                             | Type                                         | Subdivision                      | Année | Lien  | Notes | Illus. |
| ----------------------------------------------------------------------------------- | -------------------------------------------- | -------------------------------- | ----- | ----- | ----- | ------ |
| La danse Saman                                                                      | arts du spectacle                            | Aceh                             | 2011  | 00509 |       |        |
| Le noken (en), sac multifonctionnel noué ou tissé, artisanat du peuple de Papouasie | savoir-faire liés à l'artisanat traditionnel | Papouasie, Papouasie occidentale | 2012  | 00619 |       |        |
| L'art du spectacle du Reog (en) Ponorogo                                            | arts du spectacle                            | Java oriental                    | 2024  | 01969 |       |        |

### Registre des meilleures pratiques de sauvegarde
L'Indonésie compte cune pratique listée au registre des meilleures pratiques de sauvegarde :
| Élément | Type                                         | Subdivision  | Année | Lien  | Notes | Illus. |
| --- | -------------------------------------------- | ------------ | ----- | ----- | ----- | ------ |
| Éducation et formation au patrimoine culturel du batik indonésien à destination des étudiants des écoles élémentaires, secondaires, supérieures, professionnelles et polytechniques en collaboration avec le Musée du Batik (en) de Pekalongan | savoir-faire liés à l'artisanat traditionnel | Java central | 2009  | 00318 |       |        |